# Opuntia repens
Opuntia repens es una especie fanerógama perteneciente a la familia Cactaceae. Es nativa de Puerto Rico e Islas Vírgenes, en Centroamérica.

## Descripción
Opuntia repens es un arbusto pequeño que crece con ramas erectas o ascendentes, se ramifica abundantemente y forma matas con una altura máxima de 50 cm y un diámetro de 4 m. Los cladodios son de color verde a verde oliva, pelados o suaves, muy aplanados, alargados de 5 a 16 cm de largo y 3,5 cm de ancho. Las  areolas están de 1 a 1,5 cm de distancia. Sus gloquidios son marrones amarillentos, de hasta 3 mm de largo, con tres a seis espinas aciculares, de color amarillento marrón de hasta 4 cm.
Las flores son de color amarillo y alcanzan un diámetro de hasta 4 cm. Los frutos son rojos, de 2 a 3 cm de largo.

## Taxonomía
Opuntia repens fue descrita por Domingo Bello y Espinosa, y publicado en Anales de la Sociedad Española de Historia Natural, 10: 277, 1881.

### Etimología
- Opuntia: nombre genérico  que proviene del griego usado por Plinio para una planta que creció alrededor de la ciudad de Opus en Grecia.[3]
- repens: epíteto latino que significa ‘arrastrado’.[4]